# Deutsche Badmintonmeisterschaft/Herrendoppel
Deutsche Meisterschaften im Badminton werden in der Bundesrepublik seit 1953 ausgetragen. Folgend die Sieger und Platzierten im Herrendoppel.

## Sieger und Platzierte
| Jahr | Erster                                                                           | Zweiter                                                                          | Dritter                                                                             | Dritter                                                                          |
| ---- | -------------------------------------------------------------------------------- | -------------------------------------------------------------------------------- | ----------------------------------------------------------------------------------- | -------------------------------------------------------------------------------- |
| 1953 | Hans Riegel (1. DBC Bonn) Hans Eschweiler (1. DBC Bonn)                          | Paul Riegel (1. DBC Bonn) Günter Ropertz (1. DBC Bonn)                           | Heinz Koch (STC Blau-Weiß Solingen) Erich Rakowski (STC Blau-Weiß Solingen)         | Kiehl Fischer                                                                    |
| 1954 | Hans Walbrück (1. DBC Bonn) Günter Ropertz (1. DBC Bonn)                         | Hans Riegel (1. DBC Bonn) Hans Eschweiler (1. DBC Bonn)                          | Alfred Hartmann (BC Leck) Johannes Dackweiler (BC Leck)                             | Günther Seilberger (Biebricher BC) Fred Haas (Biebricher BC)                     |
| 1955 | Hans Eschweiler (1. DBC Bonn) Günter Ropertz (1. DBC Bonn)                       | Hans Walbrück (1. DBC Bonn) Hans Riegel (1. DBC Bonn)                            | Günther Seilberger (Biebricher BC) Manfred Fulle (Biebricher BC)                    | Heinz Koch (STC Blau-Weiß Solingen) Erich Rakowski (STC Blau-Weiß Solingen)      |
| 1956 | Heinz Koch (STC Blau-Weiß Solingen) Kurt Veller (STC Blau-Weiß Solingen)         | Hans Eschweiler (1. DBC Bonn) Günter Ropertz (1. DBC Bonn)                       | Otto Prühs (UF Büdelsdorf) Karl Neumann (UF Büdelsdorf)                             | Hans Walbrück (1. DBC Bonn) Hans Riegel (1. DBC Bonn)                            |
| 1957 | Hans Eschweiler (1. DBC Bonn) Günter Ropertz (1. DBC Bonn)                       | Klaus Dültgen (Merscheider TV) Konrad Hapke (Merscheider TV)                     | Manfred Fulle (Biebricher BC) Günther Schmidt (Biebricher BC)                       | Helmut Fischer (Gelb-Blau Hannover) Otto Vogelsang (Gelb-Blau Hannover)          |
| 1958 | Klaus Dültgen (Merscheider TV) Konrad Hapke (Merscheider TV)                     | Hans Eschweiler (1. DBC Bonn) Günter Ropertz (1. DBC Bonn)                       | Heinz Koch (STC Blau-Weiß Solingen) Kurt Veller (STC Blau-Weiß Solingen)            | Ralf Caspary (1. DBC Bonn) Walter Stuch (1. DBC Bonn)                            |
| 1959 | Dieter Schramm (BC Düsseldorf) Eckart Paatsch (BC Düsseldorf)                    | Gero Maier (TuS Prien) Paul Wöhrer (TuS Prien)                                   | Klaus Dültgen (Merscheider TV) Konrad Hapke (Merscheider TV)                        | Jürgen Koch (Merscheider TV) Dieter Füllbeck (Merscheider TV)                    |
| 1960 | Dieter Schramm (BC Düsseldorf) Klaus Dültgen (Merscheider TV)                    | Dieter Füllbeck (Merscheider TV) Jürgen Koch (Merscheider TV)                    | Jürgen Jipp (VfB Lübeck) Manfred Puck (VfB Lübeck)                                  | Manfred Fulle (Biebricher BC) Peter Knack (Biebricher BC)                        |
| 1961 | Jürgen Jipp (VfB Lübeck) Manfred Puck (VfB Lübeck)                               | Rupert Liebl (MTV München von 1879) Alfred Schwarz (MTV München von 1879)        | Dieter Füllbeck (Merscheider TV) Jürgen Koch (Merscheider TV)                       | Klaus Dültgen (Merscheider TV) Konrad Hapke (Merscheider TV)                     |
| 1962 | Klaus Dültgen (Merscheider TV) Konrad Hapke (Merscheider TV)                     | Rupert Liebl (MTV München von 1879) Gero Maier (TuS Prien)                       | Uwe Jacobsen (1. Wiesbadener BC) Klaus-Dieter Framke (1. Wiesbadener BC)            | Günter Ledderhos (MTV München von 1879) Gunther Rathgeber (MTV München von 1879) |
| 1963 | Peter Birtel (VfL Bochum) Friedhelm Wulff (VfL Bochum)                           | Jürgen Jipp (VfB Lübeck) Manfred Puck (VfB Lübeck)                               | Wolfgang Bochow (SG Blau-Gold Braunschweig) Dieter Bock (SG Blau-Gold Braunschweig) | Ralf Caspary (1. DBC Bonn) Walter Huyskens (1. DBC Bonn)                         |
| 1964 | Peter Birtel (VfL Bochum) Friedhelm Wulff (VfL Bochum)                           | Jürgen Jipp (VfB Lübeck) Manfred Puck (VfB Lübeck)                               | Klaus-Dieter Framke (1. Wiesbadener BC) Manfred Fulle (1. Wiesbadener BC)           | Gerhard Kucki (1. BV Mülheim) Horst Lösche (1. BV Mülheim)                       |
| 1965 | Klaus-Dieter Framke (1. Wiesbadener BC) Manfred Fulle (1. Wiesbadener BC)        | Willi Braun (TSV Ehmen) Dietmar Thiel (BC Wunstorf)                              | Jürgen Jipp (VfB Lübeck) Manfred Puck (VfB Lübeck)                                  | Peter Birtel (VfL Bochum) Friedhelm Wulff (VfL Bochum)                           |
| 1966 | Wolfgang Bochow (1. DBC Bonn) Friedhelm Wulff (VfL Bochum)                       | Willi Braun (VfL Wolfsburg) Peter Kretschmer (VfL Wolfsburg)                     | Klaus-Dieter Framke (1. Wiesbadener BC) Manfred Fulle (1. Wiesbadener BC)           | Hans-Jürgen Fischer (1. Wiesbadener BC) Peter Knack (1. Wiesbadener BC)          |
| 1967 | Wolfgang Bochow (1. DBC Bonn) Friedhelm Wulff (VfL Bochum)                       | Willi Braun (VfL Wolfsburg) Detlef Würfel (VfL Wolfsburg)                        | Gerhard Kucki (1. BV Mülheim) Horst Lösche (1. BV Mülheim)                          | Roland Maywald (1. BC Beuel) Karl Weiland (1. BC Beuel)                          |
| 1968 | Franz Beinvogl (MTV München von 1879) Willi Braun (VfL Wolfsburg)                | Wolfgang Bochow (1. DBC Bonn) Friedhelm Wulff (VfL Bochum)                       | Roland Maywald (1. BC Beuel) Karl Weiland (1. BC Beuel)                             | Gerhard Kucki (1. BV Mülheim) Horst Lösche (1. BV Mülheim)                       |
| 1969 | Gerhard Kucki (1. BV Mülheim) Horst Lösche (1. BV Mülheim)                       | Roland Maywald (1. BC Beuel) Karl Weiland (1. BC Beuel)                          | Werner Dietz (SKV Büdesheim) Horst Kröll (TG Langendiebach)                         | Wend-Uwe Boeckh-Behrens (PSV Würzburg) Wolfgang Siedler (PSV Würzburg)           |
| 1970 | Siegfried Betz (MTV München von 1879) Torsten Winter (PSV Grün-Weiß Wiesbaden)   | Hans-Dietrich Emmers (Merscheider TV) Gerhard Kucki (1. BV Mülheim)              | Roland Maywald (1. BC Beuel) Karl Weiland (1. BC Beuel)                             | Wolfgang Bochow (1. DBC Bonn) Horst Lösche (1. BV Mülheim)                       |
| 1971 | Gerhard Kucki (1. BV Mülheim) Karl-Heinz Garbers (1. BV Mülheim)                 | Willi Braun (VfL Wolfsburg) Roland Maywald (1. BC Beuel)                         | Siegfried Betz (MTV München von 1879) Torsten Winter (PSV Grün-Weiß Wiesbaden)      | Franz Beinvogl (MTV München von 1879) Erich Eikelkamp (MTV München von 1879)     |
| 1972 | Gerhard Kucki (1. BV Mülheim) Karl-Heinz Garbers (1. BV Mülheim)                 | Willi Braun (VfL Wolfsburg) Roland Maywald (1. BC Beuel)                         | Horst Lösche (1. BV Mülheim) Michael Schnaase (SC Union 08 Lüdinghausen)            | Siegfried Betz (MTV München von 1879) Torsten Winter (PSV Grün-Weiß Wiesbaden)   |
| 1973 | Gerhard Kucki (1. BV Mülheim) Karl-Heinz Garbers (1. BV Mülheim)                 | Horst Lösche (1. BV Mülheim) Friedhelm Wulff (1. BV Mülheim)                     | Hans-Dietrich Emmers (Merscheider TV) Kurt Link (VfL Bochum)                        | Peter Kretschmer (VfL Wolfsburg) Detlef Würfel (1. BV Mülheim)                   |
| 1974 | Willi Braun (VfL Wolfsburg) Roland Maywald (1. BC Beuel)                         | Gerhard Kucki (1. BV Mülheim) Karl-Heinz Garbers (1. BV Mülheim)                 | Wolfgang Bochow (1. DBC Bonn) Franz Beinvogl (MTV München von 1879)                 | Torsten Winter (PSV Grün-Weiß Wiesbaden) Hugo Wilmes (PSV Grün-Weiß Wiesbaden)   |
| 1975 | Willi Braun (VfL Wolfsburg) Roland Maywald (1. BC Beuel)                         | Gerhard Kucki (1. BV Mülheim) Karl-Heinz Garbers (1. BV Mülheim)                 | Torsten Winter (PSV Grün-Weiß Wiesbaden) Hugo Wilmes (PSV Grün-Weiß Wiesbaden)      | -                                                                                |
| 1976 | Willi Braun (VfL Wolfsburg) Roland Maywald (1. BC Beuel)                         | Horst Lösche (1. BV Mülheim) Michael Schnaase (1. BV Mülheim)                    | Torsten Winter (PSV Grün-Weiß Wiesbaden) Hugo Wilmes (PSV Grün-Weiß Wiesbaden)      | -                                                                                |
| 1977 | Willi Braun (VfL Wolfsburg) Roland Maywald (1. BC Beuel)                         | Gerhard Kucki (1. BV Mülheim) Karl-Heinz Garbers (1. BV Mülheim)                 | Torsten Winter (PSV Grün-Weiß Wiesbaden) Hugo Wilmes (PSV Grün-Weiß Wiesbaden)      | Horst Lösche (1. BV Mülheim) Michael Schnaase (1. BV Mülheim)                    |
| 1978 | Roland Maywald (1. BC Beuel) Karl-Heinz Zwiebler (1. BC Beuel)                   | Horst Lösche (1. BV Mülheim) Michael Schnaase (1. BV Mülheim)                    | Torsten Winter (PSV Grün-Weiß Wiesbaden) Hugo Wilmes (PSV Grün-Weiß Wiesbaden)      | Gerhard Kucki (1. BV Mülheim) Karl-Heinz Garbers (1. BV Mülheim)                 |
| 1979 | Bernd Wessels (STC Blau-Weiß Solingen) Ulrich Rost (STC Blau-Weiß Solingen)      | Georg Simon (TuS Wiebelskirchen) Olaf Rosenow (TV Mainz-Zahlbach)                | Gerd Kattau (VfB Lübeck) Joachim Schulz (VfB Lübeck)                                | Rolf Heyer (OSC 04 Rheinhausen) Gerhard Kucki (1. BV Mülheim)                    |
| 1980 | Roland Maywald (1. BC Beuel) Karl-Heinz Zwiebler (1. BC Beuel)                   | Georg Simon (TuS Wiebelskirchen) Olaf Rosenow (PSV Grün-Weiß Wiesbaden)          | Horst Lösche (1. BV Mülheim) Michael Schnaase (1. BV Mülheim)                       | Bernd Wessels (STC Blau-Weiß Solingen) Ulrich Rost (STC Blau-Weiß Solingen)      |
| 1981 | Roland Maywald (1. BC Beuel) Karl-Heinz Zwiebler (1. BC Beuel)                   | Horst Lösche (1. BV Mülheim) Michael Schnaase (1. BV Mülheim)                    | Gerd Kattau (Hamburger SV) Joachim Schulz (Hamburger SV)                            | Harald Klauer (1. DBC Bonn) Gerhard Treitinger (1. DBC Bonn)                     |
| 1982 | Thomas Künstler (TV Mainz-Zahlbach) Stefan Frey (TV Mainz-Zahlbach)              | Karl-Heinz Garbers (1. BV Mülheim) Gerhard Kucki (1. BV Mülheim)                 | Rolf Heyer (OSC 04 Rheinhausen) Joachim Schulz (OSC 04 Rheinhausen)                 | Roland Maywald (1. BC Beuel) Karl-Heinz Zwiebler (1. BC Beuel)                   |
| 1983 | Harald Klauer (1. DBC Bonn) Gerhard Treitinger (1. DBC Bonn)                     | Thomas Künstler (TV Mainz-Zahlbach) Stefan Frey (TV Mainz-Zahlbach)              | Georg Simon (TuS Wiebelskirchen) Olaf Rosenow (TV Mainz-Zahlbach)                   | Joachim Schulz (OSC 04 Rheinhausen) Rolf Heyer (OSC 04 Rheinhausen)              |
| 1984 | Roland Maywald (1. DBC Bonn) Karl-Heinz Zwiebler (1. DBC Bonn)                   | Thomas Künstler (TV Mainz-Zahlbach) Stefan Frey (TV Mainz-Zahlbach)              | Joachim Schulz (OSC 04 Rheinhausen) Rolf Heyer (OSC 04 Rheinhausen)                 | Harald Klauer (1. DBC Bonn) Gerhard Treitinger (1. DBC Bonn)                     |
| 1985 | Thomas Künstler (TV Mainz-Zahlbach) Stefan Frey (TV Mainz-Zahlbach)              | Roland Maywald (1. BC Beuel) Karl-Heinz Zwiebler (1. BC Beuel)                   | Ralf Rausch (Guido Schänzler) FC Bayer 05 Uerdingen (TTC Brauweiler 1948)           | Joachim Schulz (OSC 04 Rheinhausen) Rolf Heyer (OSC 04 Rheinhausen)              |
| 1986 | Thomas Künstler (TV Mainz-Zahlbach) Stefan Frey (TV Mainz-Zahlbach)              | Harald Klauer (1. DBC Bonn) Guido Schänzler (TTC Brauweiler 1948)                | Roland Maywald (1. DBC Bonn) Karl-Heinz Zwiebler (1. DBC Bonn)                      | Rolf Rüsseler (SG Siemens Erlangen) Thomas Herttrich (SG Siemens Erlangen)       |
| 1987 | Thomas Künstler (TV Mainz-Zahlbach) Stefan Frey (TV Mainz-Zahlbach)              | Ralf Rausch (FC Bayer 05 Uerdingen) Volker Eiber (TuS Wiebelskirchen)            | Guido Schänzler (TTC Brauweiler 1948) Stephan Kuhl (TTC Brauweiler 1948)            | Uwe Scherpen (Kölner FC Blau-Gold) Gerhard Treitinger (SV Fortuna Regensburg)    |
| 1988 | Uwe Scherpen (FC Langenfeld) Stephan Kuhl (FC Langenfeld)                        | Guido Schänzler (TTC Brauweiler 1948) Gerhard Treitinger (SV Fortuna Regensburg) | Christian Diekmann (FC Bayer 05 Uerdingen) Ralf Rausch (FC Bayer 05 Uerdingen)      | Stefan Frey (TV Mainz-Zahlbach) Thomas Künstler (TV Mainz-Zahlbach)              |
| 1989 | Harald Klauer (1. DBC Bonn) Ralf Rausch (FC Bayer 05 Uerdingen)                  | Volker Eiber (TuS Wiebelskirchen) Stefan Frey (TV Mainz-Zahlbach)                | Guido Schänzler (TTC Brauweiler 1948) Gerhard Treitinger (SV Fortuna Regensburg)    | Robert Neumann (FC Langenfeld) Markus Keck (SV Fortuna Regensburg)               |
| 1990 | Markus Keck (SV Fortuna Regensburg) Stephan Kuhl (FC Langenfeld)                 | Stefan Frey (FC Langenfeld) Robert Neumann (TV Mainz-Zahlbach)                   | Kai Mitteldorf (FC Bayer 05 Uerdingen) Michael Keck (SV Fortuna Regensburg)         | Harald Klauer (SSV Heiligenwald) Volker Renzelmann (TTC Brauweiler 1948)         |
| 1991 | Volker Eiber (FC Bayer 05 Uerdingen) Ralf Rausch (FC Bayer 05 Uerdingen)         | Stefan Frey (FC Langenfeld) Robert Neumann (TV Mainz-Zahlbach)                   | Martin Kranitz (SSV Heiligenwald) Franz-Josef Müller (SSV Heiligenwald)             | Stephan Kuhl (1. BV Mülheim) Michael Keck (SV Fortuna Regensburg)                |
| 1992 | Stephan Kuhl (BC Eintracht Südring Berlin) Stefan Frey (TV Mainz-Zahlbach)       | Markus Keck (SV Fortuna Regensburg) Michael Helber (TuS Wiebelskirchen)          | Volker Eiber (FC Bayer 05 Uerdingen) Ralf Rausch (BC Eintracht Südring Berlin)      | Robert Neumann (FC Langenfeld) Michael Keck (SV Fortuna Regensburg)              |
| 1993 | Michael Keck (SV Fortuna Regensburg) Uwe Ossenbrink (TuS Wiebelskirchen)         | Markus Keck (SV Fortuna Regensburg) Michael Helber (SV Fortuna Regensburg)       | Martin Kranitz (SSV Heiligenwald) Franz-Josef Müller (BC Eintracht Südring Berlin)  | Robert Neumann (FC Langenfeld) Thomas Berger (SSV Heiligenwald)                  |
| 1994 | Uwe Ossenbrink (TuS Wiebelskirchen) Kai Mitteldorf (FC Bayer 05 Uerdingen)       | Michael Keck (FC Langenfeld) Stephan Kuhl (OSC Düsseldorf)                       | Markus Keck (SV Fortuna Regensburg) Michael Helber (SV Fortuna Regensburg)          | Thomas Berger (SSV Heiligenwald) Björn Siegemund (TTC Brauweiler 1948)           |
| 1995 | Michael Helber (SV Fortuna Regensburg) Michael Keck (SSV Heiligenwald)           | Kai Mitteldorf (FC Bayer 05 Uerdingen) Uwe Ossenbrink (TTC Brauweiler 1948)      | Stefan Frey (TV 1884 Neckarau) Stephan Kuhl (OSC Düsseldorf)                        | Volker Eiber (FC Bayer 05 Uerdingen) Thomas Berger (SSV Heiligenwald)            |
| 1996 | Michael Helber (SV Fortuna Regensburg) Michael Keck (SSV Heiligenwald)           | Stephan Kuhl (OSC Düsseldorf) Björn Siegemund (SV Fortuna Regensburg)            | Martin Kranitz (SSV Heiligenwald) Franz-Josef Müller (OSC Düsseldorf)               | Kai Mitteldorf (SC Bayer 05 Uerdingen) Uwe Ossenbrink (TuS Wiebelskirchen)       |
| 1997 | Michael Helber (SV Fortuna Regensburg) Björn Siegemund (SV Fortuna Regensburg)   | Uwe Ossenbrink (TuS Wiebelskirchen) Kai Mitteldorf (BC Eintracht Südring Berlin) | Martin Kranitz (SSV Heiligenwald) Franz-Josef Müller (TuS Wiebelskirchen)           | Michael Keck (SSV Heiligenwald) Christian Mohr (FC Langenfeld)                   |
| 1998 | Michael Helber (SV Fortuna Regensburg) Björn Siegemund (SV Fortuna Regensburg)   | Michael Keck (SSV Heiligenwald) Christian Mohr (FC Langenfeld)                   | Kai Mitteldorf (BC Eintracht Südring Berlin) Stefan Frey (PSV Grün-Weiß Wiesbaden)  | Mike Joppien (FC Langenfeld) Andreas Wölk (FC Langenfeld)                        |
| 1999 | Michael Helber (SV Fortuna Regensburg) Björn Siegemund (SV Fortuna Regensburg)   | Sebastian Ottrembka (TuS Wiebelskirchen) Joachim Tesche (TuS Wiebelskirchen)     | Uwe Ossenbrink (TuS Wiebelskirchen) Kai Mitteldorf (BC Eintracht Südring Berlin)    | Michael Keck (SG Anspach) Christian Mohr (FC Langenfeld)                         |
| 2000 | Christian Mohr (FC Langenfeld) Joachim Tesche (TuS Wiebelskirchen)               | Björn Siegemund (SV Fortuna Regensburg) Michael Helber (SV Fortuna Regensburg)   | Stephan Kuhl (SC Bayer 05 Uerdingen) Boris Reichel (SC Bayer 05 Uerdingen)          | Ingo Kindervater (1. BC Beuel) Sebastian Ottrembka (TuS Wiebelskirchen)          |
| 2001 | Thomas Tesche (1. BC Bischmisheim) Kristof Hopp (BC Eintracht Südring Berlin)    | Michael Keck (1. BC Bischmisheim) Joachim Tesche (FC Langenfeld)                 | Ingo Kindervater (1. BC Beuel) Michael Helber (PSV Grün-Weiß Wiesbaden)             | Sebastian Ottrembka (TuS Wiebelskirchen) Boris Reichel (SC Bayer 05 Uerdingen)   |
| 2002 | Thomas Tesche (1. BC Bischmisheim) Kristof Hopp (BC Eintracht Südring Berlin)    | Björn Siegemund (VfB Friedrichshafen) Joachim Tesche (FC Langenfeld)             | Marc Hannes (1. BC Beuel) Ian Maywald (1. BC Beuel)                                 | Mike Joppien (FC Langenfeld) Matthias Krawietz (TuS Gildehaus)                   |
| 2003 | Björn Siegemund (VfB Friedrichshafen) Ingo Kindervater (VfB Friedrichshafen)     | Joachim Tesche (FC Langenfeld) Jochen Cassel (PSV Ludwigshafen)                  | Thomas Tesche (1. BC Bischmisheim) Kristof Hopp (SC Bayer 05 Uerdingen)             | Michael Keck (1. BC Bischmisheim) Arnd Vetters (SG Anspach)                      |
| 2004 | Björn Siegemund (VfB Friedrichshafen) Ingo Kindervater (TuS Wiebelskirchen)      | Joachim Tesche (1. BC Bischmisheim) Jochen Cassel (TuS Wiebelskirchen)           | Thomas Tesche (1. BC Bischmisheim) Kristof Hopp (1. BC Bischmisheim)                | Tim Dettmann (EBT Berlin) Michael Fuchs (1. BC Bischmisheim)                     |
| 2005 | Kristof Hopp (1. BC Bischmisheim) Ingo Kindervater (TuS Wiebelskirchen)          | Michael Fuchs (1. BC Bischmisheim) Roman Spitko (TuS Wiebelskirchen)             | Jochen Cassel (TuS Wiebelskirchen) Tim Dettmann (SG EBT Berlin)                     | Thomas Tesche (1. BC Bischmisheim) Joachim Tesche (1. BC Bischmisheim)           |
| 2006 | Kristof Hopp (1. BC Bischmisheim) Ingo Kindervater (1. BC Beuel)                 | Michael Fuchs (1. BC Bischmisheim) Roman Spitko (TuS Wiebelskirchen)             | Tim Dettmann (SG EBT Berlin) Johannes Schöttler (VfL 93 Hamburg)                    | Thomas Tesche (1. BC Bischmisheim) Joachim Tesche (1. BC Bischmisheim)           |
| 2007 | Michael Fuchs (1. BC Bischmisheim) Roman Spitko (TuS Wiebelskirchen)             | Thorsten Hukriede (FC Langenfeld) Mike Joppien (FC Langenfeld)                   | Jochen Cassel (1. BC Bischmisheim) Thomas Tesche (1. BC Bischmisheim)               | Tim Dettmann (SG EBT Berlin) Johannes Schöttler (VfL 93 Hamburg)                 |
| 2008 | Michael Fuchs (TuS Wiebelskirchen) Roman Spitko (TuS Wiebelskirchen)             | Ingo Kindervater (1. BC Beuel) Patrik Neubacher (BW Wittorf)                     | Jochen Cassel (1. BC Bischmisheim) Thomas Tesche (1. BC Bischmisheim)               | Thorsten Hukriede (FC Langenfeld) Mike Joppien (FC Langenfeld)                   |
| 2009 | Kristof Hopp (1. BC Bischmisheim) Johannes Schöttler (SG EBT Berlin)             | Michael Fuchs (1. BC Bischmisheim) Ingo Kindervater (1. BC Beuel)                | Ian Maywald (1. BC Beuel) Marc Zwiebler (1. BC Beuel)                               | Tim Dettmann (EBT Berlin) Patrik Neubacher (BW Wittorf)                          |
| 2010 | Kristof Hopp (1. BC Bischmisheim) Johannes Schöttler (1. BC Bischmisheim)        | Michael Fuchs (1. BC Bischmisheim) Ingo Kindervater (1. BC Beuel)                | Peter Käsbauer (PTSV Rosenheim) Oliver Roth (PTSV Rosenheim)                        | Maurice Niesner (BV Gifhorn) Till Zander (VfL 93 Hamburg)                        |
| 2011 | Ingo Kindervater (1. BC Beuel) Johannes Schöttler (1. BC Beuel)                  | Michael Fuchs (1. BC Bischmisheim) Oliver Roth (PTSV Rosenheim)                  | Peter Käsbauer (PTSV Rosenheim) Hannes Käsbauer (PTSV Rosenheim)                    | Maurice Niesner (BV Gifhorn) Till Zander (VfL 93 Hamburg)                        |
| 2012 | Ingo Kindervater (1. BC Beuel) Johannes Schöttler (1. BC Bischmisheim)           | Michael Fuchs (1. BC Bischmisheim) Oliver Roth (PTSV Rosenheim)                  | Peter Käsbauer (PTSV Rosenheim) Josche Zurwonne (TV Refrath)                        | Andreas Heinz (SG Anspach) Max Schwenger (VfL 93 Hamburg)                        |
| 2013 | Ingo Kindervater (1. BC Beuel) Johannes Schöttler (1. BC Bischmisheim)           | Michael Fuchs (1. BC Bischmisheim) Oliver Roth (PTSV Rosenheim)                  | Andreas Heinz (1. BC Beuel) Max Schwenger (TV Refrath)                              | Peter Käsbauer (PTSV Rosenheim) Josche Zurwonne (SC Union 08 Lüdinghausen)       |
| 2014 | Michael Fuchs (1. BC Bischmisheim) Johannes Schöttler (1. BC Bischmisheim)       | Peter Käsbauer (PTSV Rosenheim) Josche Zurwonne (SC Union 08 Lüdinghausen)       | Kristof Hopp (1. BC Bischmisheim) Ingo Kindervater (1. BC Beuel)                    | Andreas Heinz (1. BC Beuel) Max Schwenger (TV Refrath)                           |
| 2015 | Max Schwenger (TV Refrath) Josche Zurwonne (SC Union 08 Lüdinghausen)            | Michael Fuchs (1. BC Bischmisheim) Johannes Schöttler (1. BC Bischmisheim)       | Raphael Beck (TV Refrath) Andreas Heinz (1. BC Beuel)                               | Fabian Holzer (SV Fun-Ball Dortelweil) Mark Lamsfuß (1. BC Wipperfeld)           |
| 2016 | Raphael Beck (1. BC Beuel) Peter Käsbauer (1. BC Bischmisheim)                   | Mark Lamsfuß (1. BC Wipperfeld) Marvin Seidel (1. BC Bischmisheim)               | Denis Nyenhuis (TV Refrath) Philipp Wachenfeld (FC Langenfeld)                      | Fabian Holzer (TV Refrath) Johannes Pistorius (TSV 1906 Freystadt)               |
| 2017 | Raphael Beck (1. BC Beuel) Peter Käsbauer (1. BC Bischmisheim)                   | Mark Lamsfuß (1. BC Wipperfeld) Marvin Seidel (1. BC Bischmisheim)               | Bjarne Geiss (Blau-Weiss Wittorf) Josche Zurwonne (SC Union 08 Lüdinghausen)        | Daniel Benz (SG Anspach) Andreas Heinz (SV Fun-Ball Dortelweil)                  |
| 2018 | Jones Ralfy Jansen (1. BC Wipperfeld) Josche Zurwonne (SC Union 08 Lüdinghausen) | Peter Käsbauer (1. BC Bischmisheim) Johannes Pistorius (TSV 1906 Freystadt)      | Bjarne Geiss (Blau-Weiss Wittorf) Jan Colin Völker (TV Refrath)                     | Marvin Seidel (1. BC Bischmisheim) Max Weißkirchen (1. BC Beuel)                 |
| 2019 | Marvin Seidel (1. BC Bischmisheim) Max Weißkirchen (1. BC Beuel)                 | Peter Käsbauer (1. BC Bischmisheim) Oliver Roth (TSV 1906 Freystadt)             | Bjarne Geiss (Blau-Weiss Wittorf) Jan Colin Völker (TV Refrath)                     | Peter Lang (SV Fun-Ball Dortelweil) Thomas Legleitner (SV Fun-Ball Dortelweil)   |
| 2020 | Bjarne Geiss (Blau-Weiss Wittorf) Jan Colin Völker (TV Refrath)                  | Johannes Pistorius (TSV 1906 Freystadt) Lukas Resch (1. BC Beuel)                | Jones Ralfy Jansen (1. BC Wipperfeld) Peter Käsbauer (1. BC Bischmisheim)           | Mark Lamsfuß (1. BC Wipperfeld) Max Weißkirchen (1. BC Beuel)                    |
| 2021 | Jones Ralfy Jansen (1. BC Wipperfeld) Jan Colin Völker (TV Refrath)              | Felix Hammes (1. BC Beuel) Christopher Klauer (TV Refrath)                       | Malik Bourakkadi (TV Refrath) Kian-Yu Oei (TV Refrath)                              | Marvin Datko (1. BC Bischmisheim) Alexander Strehse (TSV Trittau)                |
| 2022 | Jones Ralfy Jansen (1. BC Wipperfeld) Jan Colin Völker (TV Refrath)              | Bjarne Geiss (Blau-Weiss Wittorf) Daniel Hess (1. BC Beuel)                      | Felix Hammes (1. BC Beuel) Christopher Klauer (BC Hohenlimburg)                     | Daniel Seifert (TSV Trittau) Alexander Strehse (TSV Trittau)                     |
| 2023 | Mark Lamsfuß (1. BC Wipperfeld) Marvin Seidel (1. BC Wipperfeld)                 | Bjarne Geiss (Blau-Weiss Wittorf) Jan Colin Völker (TV Refrath)                  | Malik Bourakkadi (TV Refrath) Jones Ralfy Jansen (TV Refrath)                       | Felix Hammes (1. BC Beuel) Christopher Klauer (BC Hohenlimburg)                  |
| 2024 | Bjarne Geiss (Blau-Weiss Wittorf) Jan Colin Völker (TV Refrath)                  | Marvin Datko (1. BC Bischmisheim) Kenneth Neumann (1. BC Wipperfeld)             | David Eckerlin (1. BC Wipperfeld) Simon Krax (1. BV Maintal)                        | Daniel Seifert (TSV Trittau) Alexander Strehse (SV Hammer)                       |
| 2025 | Daniel Hess (1. BC Bischmisheim) Marvin Seidel (1. BC Bischmisheim)              | Bjarne Geiss (Blau-Weiss Wittorf) Jan Colin Völker (TV Refrath)                  | Jonathan Dresp (Blau-Weiss Wittorf) Aaron Sonnenschein (1. BC Wipperfeld)           | Malik Bourakkadi (TV Refrath) Kenneth Neumann (1. BC Wipperfeld)                 |